# Myrmica ruginodis

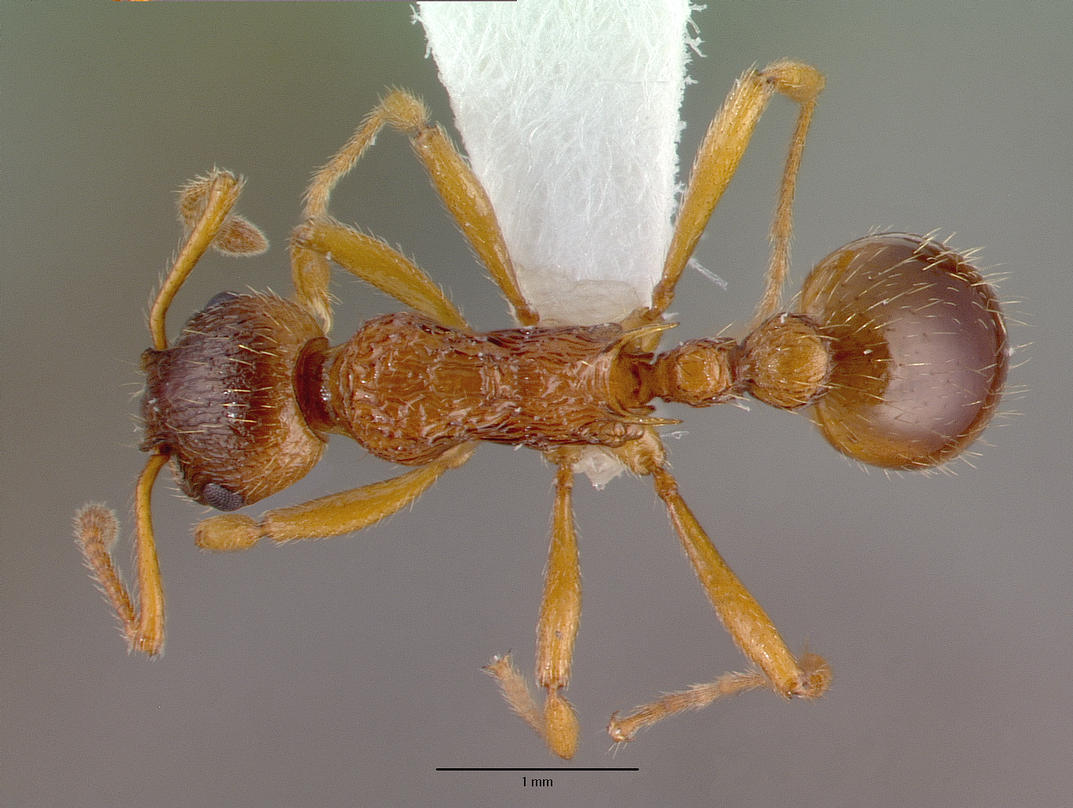
M. ruginodis, рабочий сверху: шипики заднегруди длинные

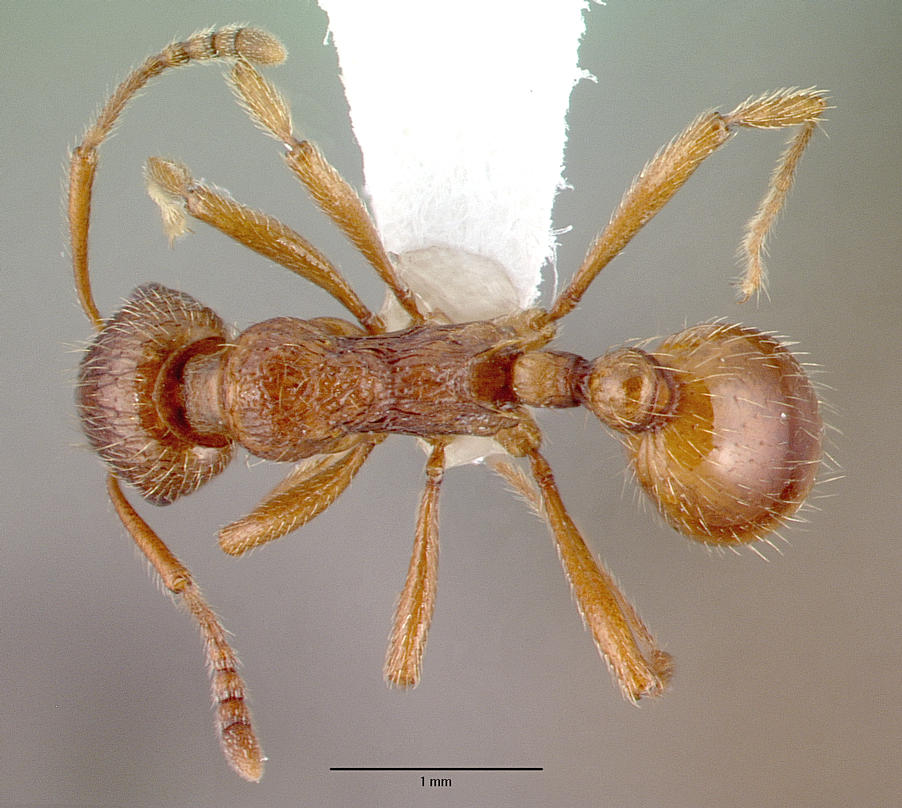
M. rubra, рабочий сверху: шипики заднегруди короткие

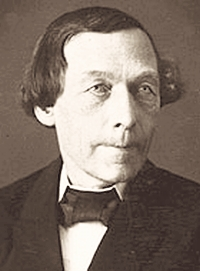
Профессор Уильям Нюландер (William Nylander, 1822—1899) в 1846 году впервые описал этот вид

Myrmica ruginodis  (лат.) — вид мелких лесных муравьёв рода Myrmica длиной около 4—5 мм желтовато-бурого цвета. Транспалеаркт (северная Евразия).
Включён в списки редких и охраняемых животных в нескольких европейских странах: Германия (в статусе 3), Норвегия (NT).

## Описание
Долгое время этот вид смешивали с Myrmica rubra, от которого отличается более длинными шипами проподеума и более резкими морщинками на узелках стебелька (на петиоле и постпетиоле). Усики 12-члениковые у самок и рабочих и 13-члениковые у самцов. Мирмекохорный вид, распространяющий семена нескольких десятков видов растений (Чистотел большой, Безвременник, Фиалка лесная и другие). Хищники и падальщики; разводят тлей. В муравейниках обнаруживаются такие мирмекофилы, как коротконадкрылый жук Lomechusa. Вид был описан (выделен из Myrmica rubra) в 1846 году финским врачом и естествоиспытателем Уильямом Нюландером.
Myrmica ruginodis могут идентифицировать себя с собственным отражением в зеркале. Ранее считалось, что такой способностью обладают только некоторые виды млекопитающих и птиц. Перед зеркалом муравьи приводят себя в порядок или совершают необычные движения головой и антеннами, чего не наблюдается, когда они видят за стеклом сородичей. Способность ассоциировать себя с отражением в зеркале обычно рассматривается как признак наличия самосознания.

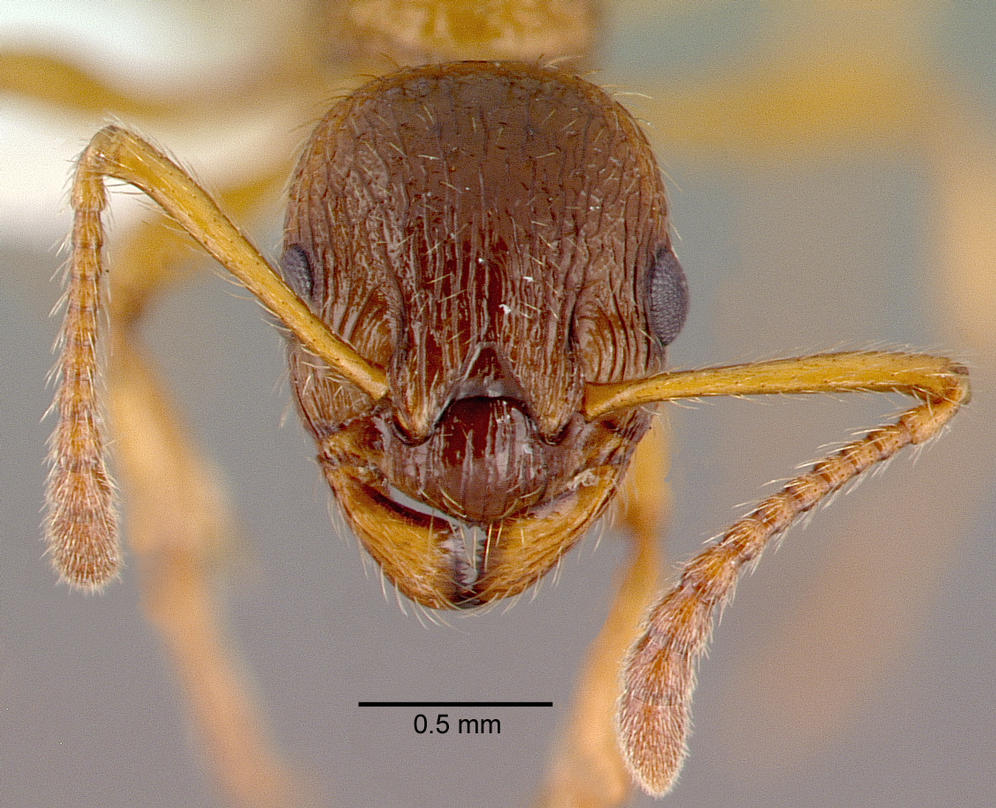
Голова рабочего
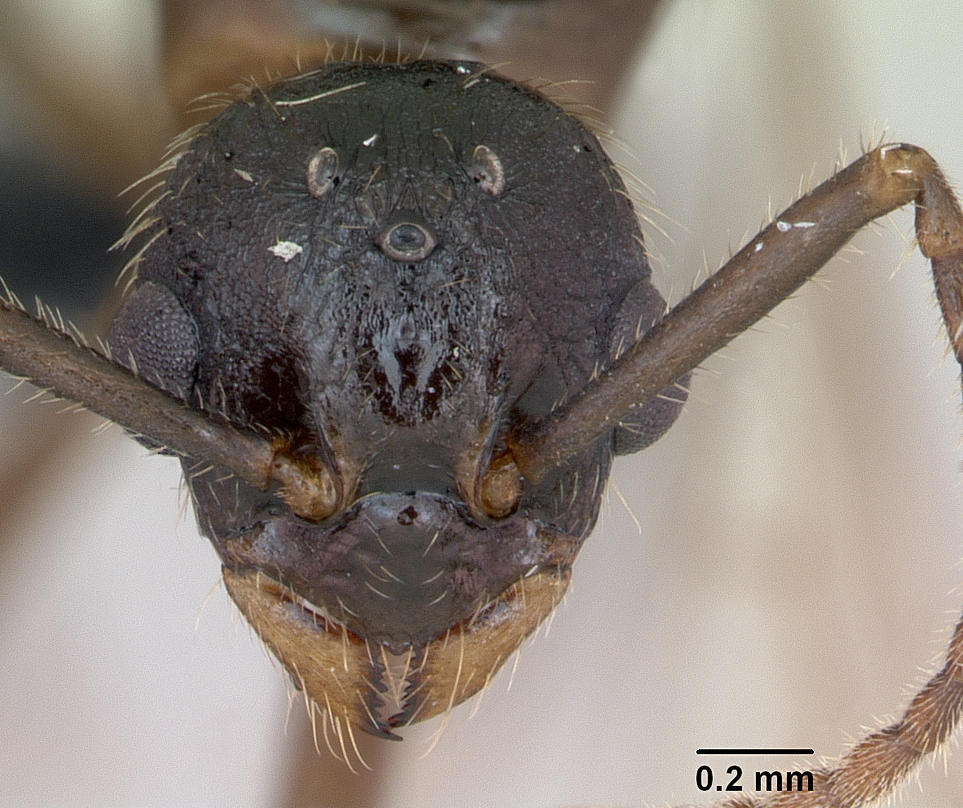
Голова самца
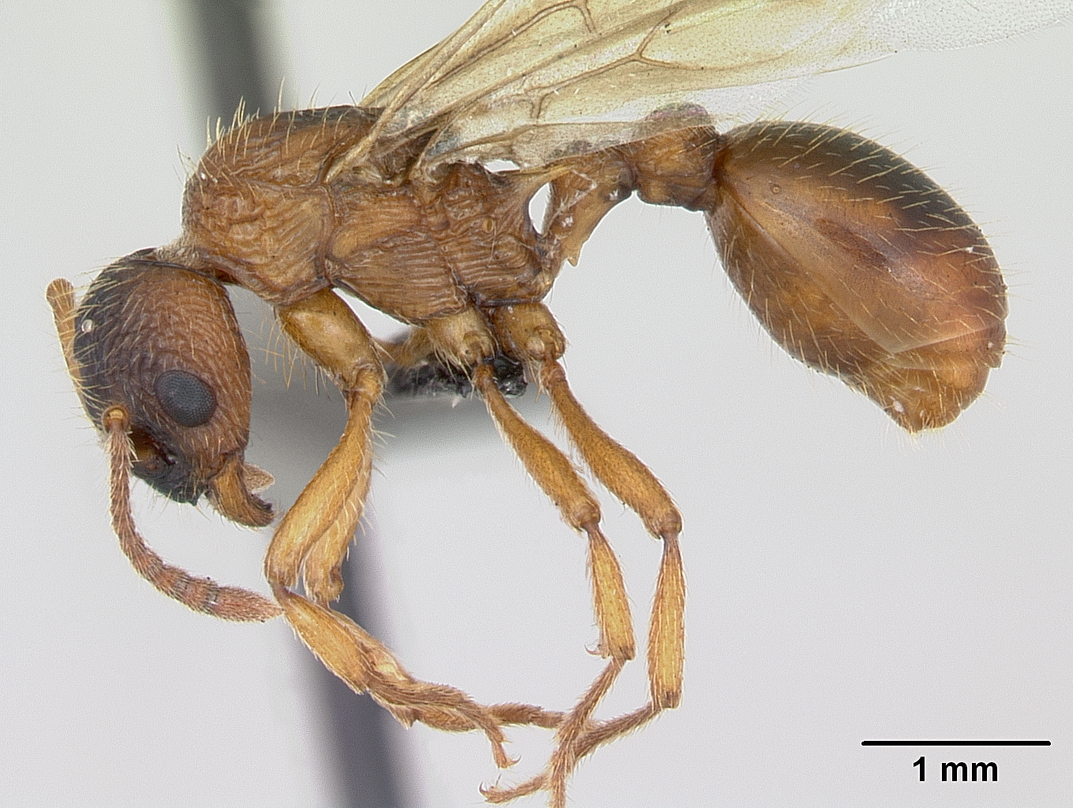
Крылатая самка
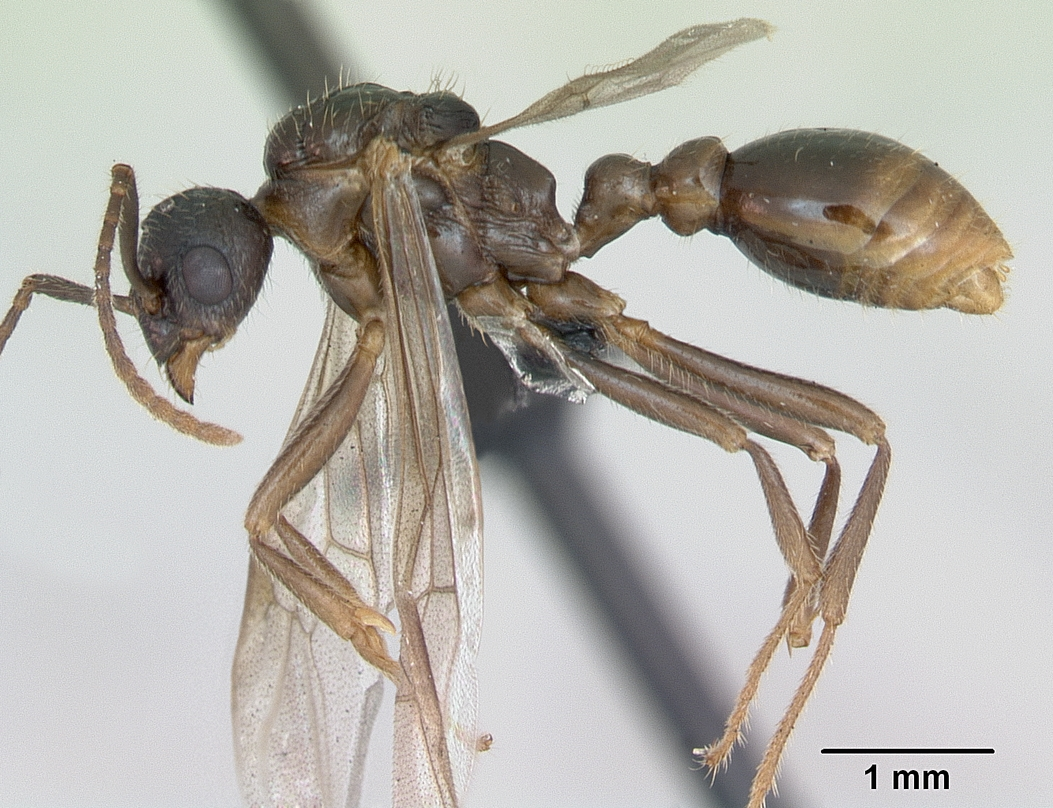
Крылатый самец
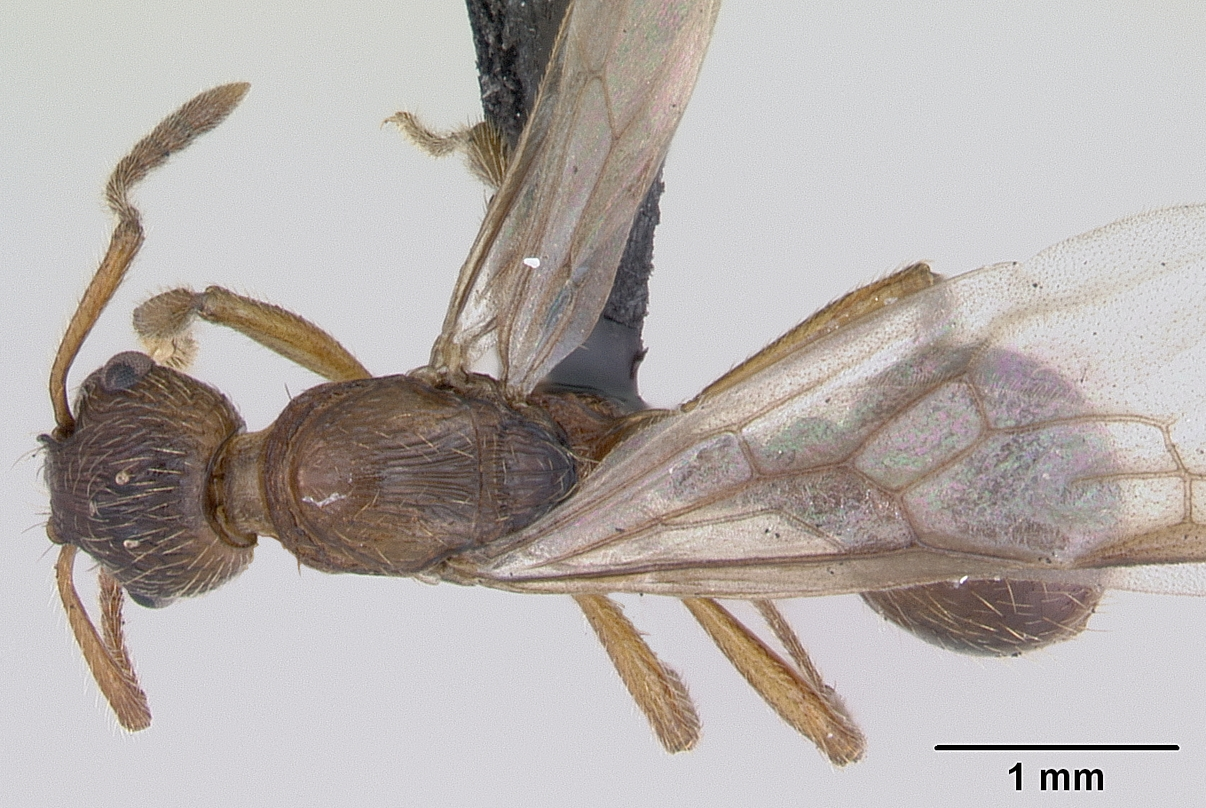
Самка сверху
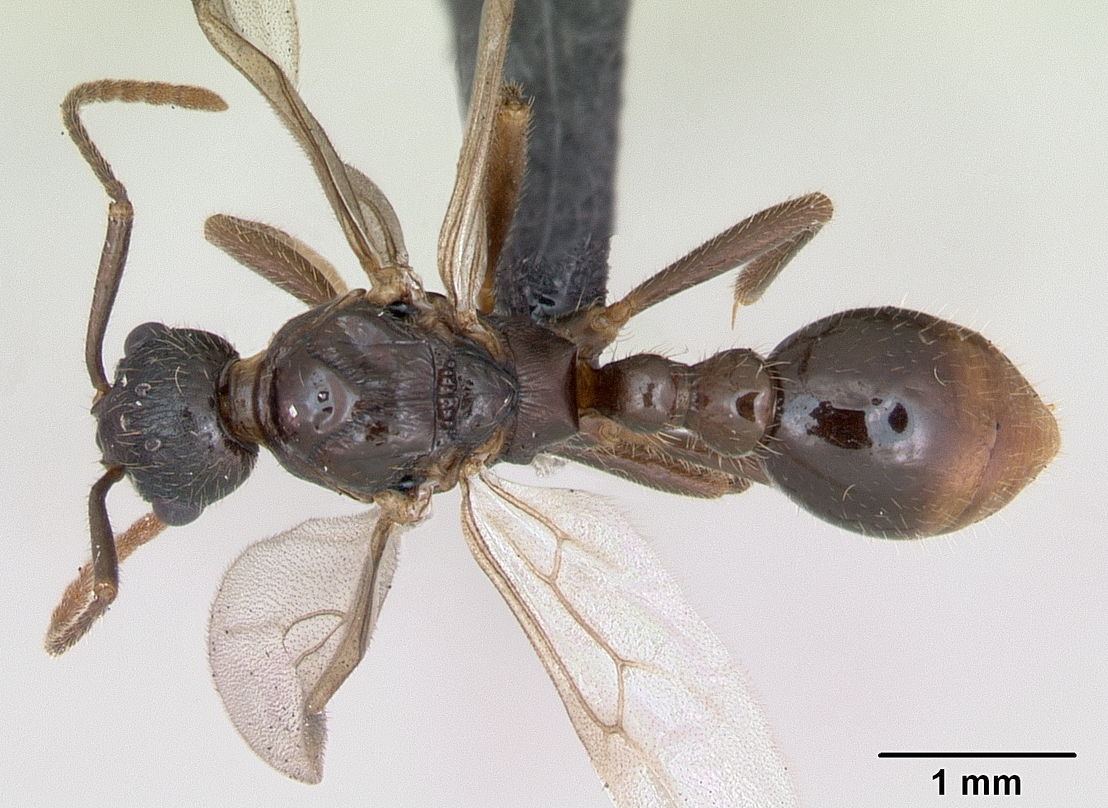
Самец сверху
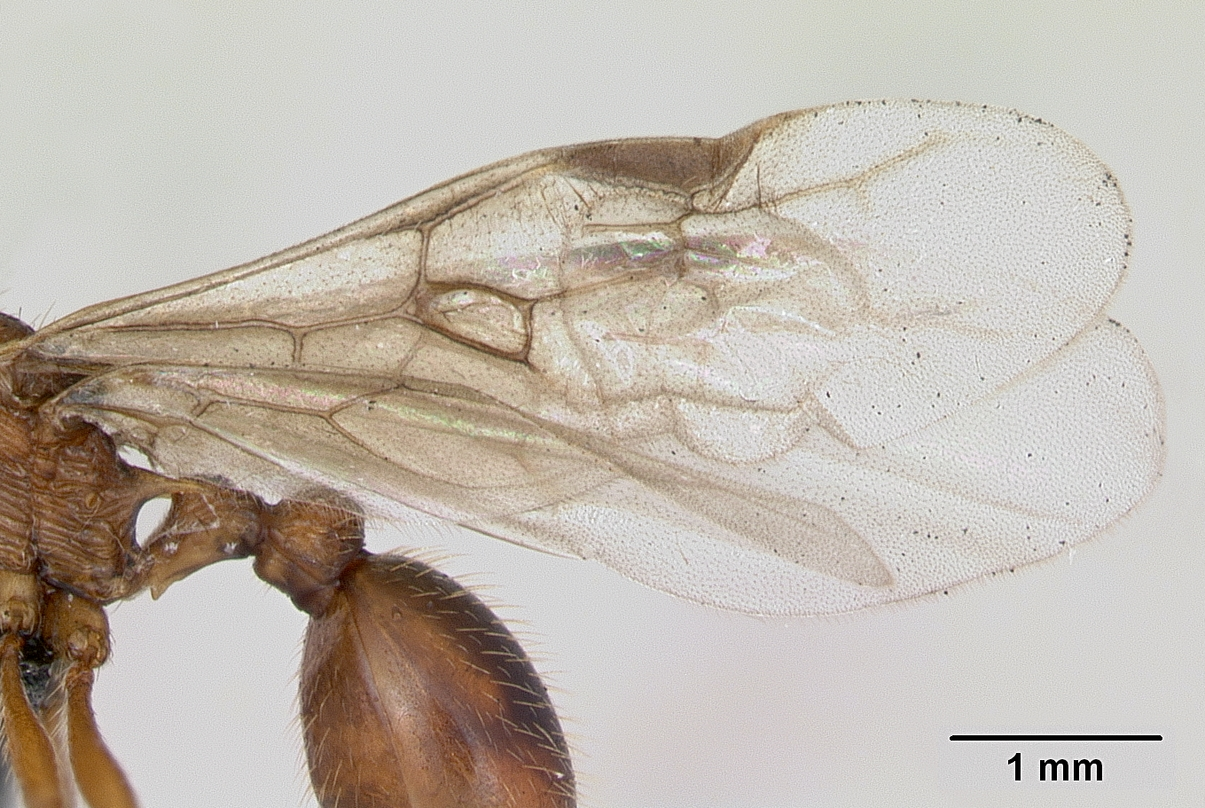
Крыло самки
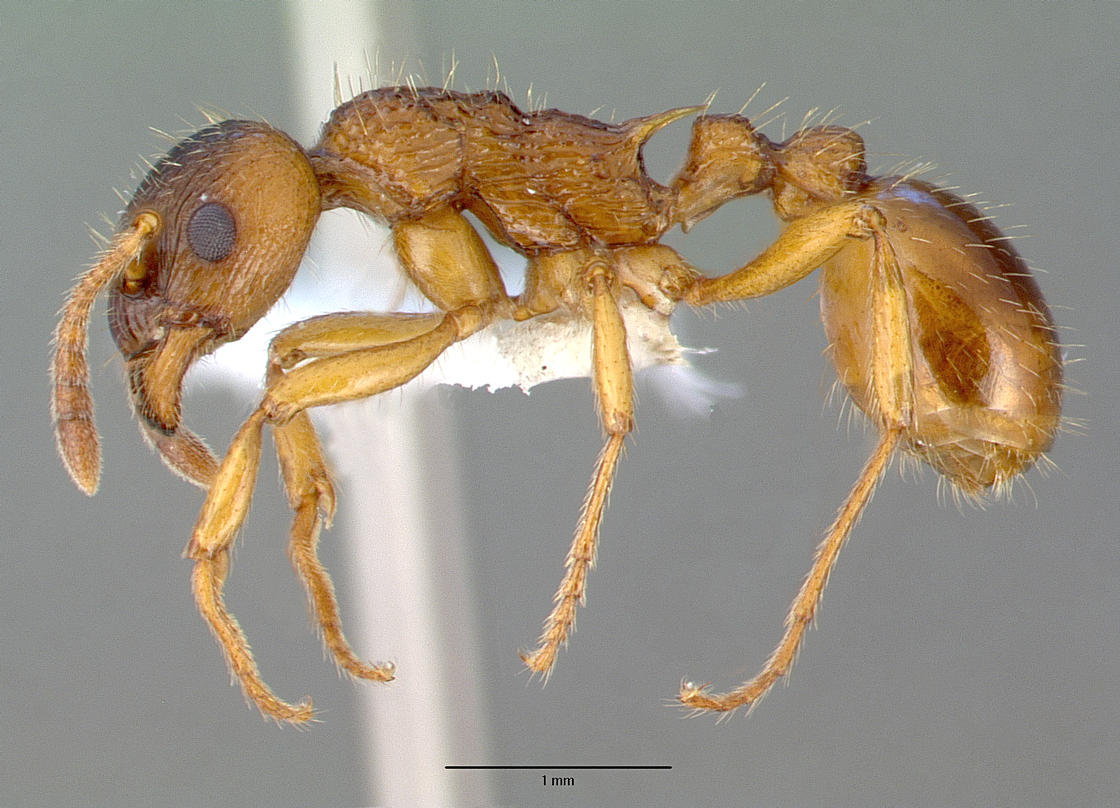
Рабочий сбоку

## Распространение
Транспалеарктический вид, встречается в Европе, на Кавказе и северной Азии. Его ареал простирается от Великобритании и Испании на западе до Японии на востоке, от Италии на юге до приполярной Норвегии на севере (включая мыс Нордкап на самом северном прибрежном норвежском острове Магерё). На британских Шетландских островах (на севере Шотландии) это единственный вид муравьёв, где он даже локально обычен.

## Генетика
Диплоидный набор хромосом 2n = 48 (у близкого вида Myrmica rubra 2n = 46).